# سفارت ترکیه در لندن
سفارت ترکیه در لندن (به انگلیسی: Embassy of Turkey) یک سفارت در بریتانیا است که در لندن واقع شده‌است.